# ジョアン・トマス・カンパソル
ジョアン・トマス・カンパソル（Joan Tomás Campasol、1985年5月17日 - ）は、スペイン・ジローナ出身の元サッカー選手。現役時代のポジションはFW（左ウイング・フォワード）。元U-19スペイン代表である。

## 経歴
RCDエスパニョールの下部組織からトップチームに昇格できず、2006年には近隣にあるセグンダ・ディビシオンB（3部）のUEリェイダにレンタル移籍した。2007年夏に同じくセグンダ・ディビシオンBのアリカンテCFに移籍し、その半年後にはビジャレアルCFに移籍した。ビジャレアルCF Bに登録され、2009年2月1日、デポルティーボ・ラ・コルーニャ戦でトップチームデビューした。トップチームではこの1試合のみの出場だったが、ビジャレアルCF Bでは34試合に出場して18得点し、史上初のセグンダ・ディビシオン（2部）昇格に貢献した。ビジャレアルBではPKを任されていた。

## 所属クラブ
- RCDエスパニョールB 2003-2007
  -  UEリェイダ 2006-2007 (loan)
- アリカンテCF 2007-2008
- ビジャレアルCF B 2008-2010
- ビジャレアルCF 2009
- セルタ・デ・ビーゴ 2010-2013
- AEKラルナカ 2013-2019
- PASラミア1964 2019
- プルシジャ・ジャカルタ 2019
- アシル・リシ 2020-2021
- CFペララーダ 2021-2023

## タイトル
- U-19スペイン代表

UEFA U-19欧州選手権:2004